# Demo 2000
Demo 2000 prvi je demouradak Virusa, norveškog sastava avangardnoga metala. Diskografska kuća Luchtrat objavila ga je 1. rujna 2009. u inačici za mini-CD u 72 primjerka.

## Popis pjesama
| 1.    | »It's All Gone Weird« | 7:10 |
| 2.    | »Carheart«            | 4:54 |
| 3.    | »Gum, Meet, Mother«   | 4:58 |
| 4.    | »Sex & Violence«      | 6:34 |
| 23:36 |                       |      |

## Zasluge
Virus
- Einar Sjursø — bubnjevi
- Czral — vokali, gitara
- Plenum — bas-gitara

Ostalo osoblje
- Pede — omot albuma